# Cosmethis woodfordii
Cosmethis woodfordii är en fjärilsart som beskrevs av Butler 1887. Cosmethis woodfordii ingår i släktet Cosmethis och familjen mätare. Inga underarter finns listade i Catalogue of Life.